# 632
632 је била преступна година.

## Догађаји
- 27. јануар – Дошло је до прстенастог помрачења сунца.
- 18. март – Мухамед држи последњу проповед муслиманима. Шиити верују да је то именовање Алија ибн Аби Талиба за његовог наследника. Почиње Имамах (шиитска доктрина) Алија Ибн Аби Талиба, за верско, духовно и политичко вођство Умата.
- 8. јун – Мухамед умире у Медини у 62. години, после болести и грознице. Абу Бакр (рођен Абдаллах ибн Осман ибн Амир, познатији по свом исламском лакабу Ал-Сиддик) постаје калиф.
- Јун – Први халифа, Абу Бакр, шаље експедицију у Балку, Византијско царство, предвођену Усамом ибн Зејдом. Ова експедиција је послата на основу Мухамедове одлуке пре његове смрти.
- Рида ратови: Абу Бакр покреће серију војних кампања против побуњених арапских племена, да поново успостави моћ исправно вођених калифа и да обезбеди Мухамедово наслеђе.
- Септембар – Битка код Бузаке: Исламска колона (6.000 људи) под командом Халида ибн ал-Валида побеђује отпадничке побуњенике под Тулајхом, близу Хаила (Саудијска Арабија).
- 8. април – Краљ Хариберт II је убијен у Блеју (Жиронда),  заједно са својим малим сином. Дагоберт I полаже право на Аквитанију и Гаскоњу, постајући најмоћнији меровиншки краљ на Западу.
- Део Самове побуне, Алкиок води 9.000 Бугара из Паноније у уточиште код Дагоберта (који их масакрира), а затим се, са 700 преживелих, насељава код Венда, под заштитом Валука.
- Кубрат, владар рода Дуло, преузима власт од панонских Авара и успоставља Стару Велику Бугарску у области Црне Куманије. Кубратова власт се протезала од Дакије до Полтаве.
- 16. јун — Јездегерд III, 8 година, ступа на престо као краљ (шах) Персијског царства. Постаје последњи владар династије Сасанида (савремени Иран).
- Сеондеок је крунисана за краљицу Силе (Кореја).
- Земљотрес у Јерменији 632. погодио је регион Јерменског висоравни.
- Ксуанзанг, кинески путник, пише о две огромне статуе Буде исклесане на падини планине у долини Бамијан (Авганистан).

## Смрти
- Википедија:Непознат датум — Мухамед, исламски пророк и калиф (*око 570)